# Анку

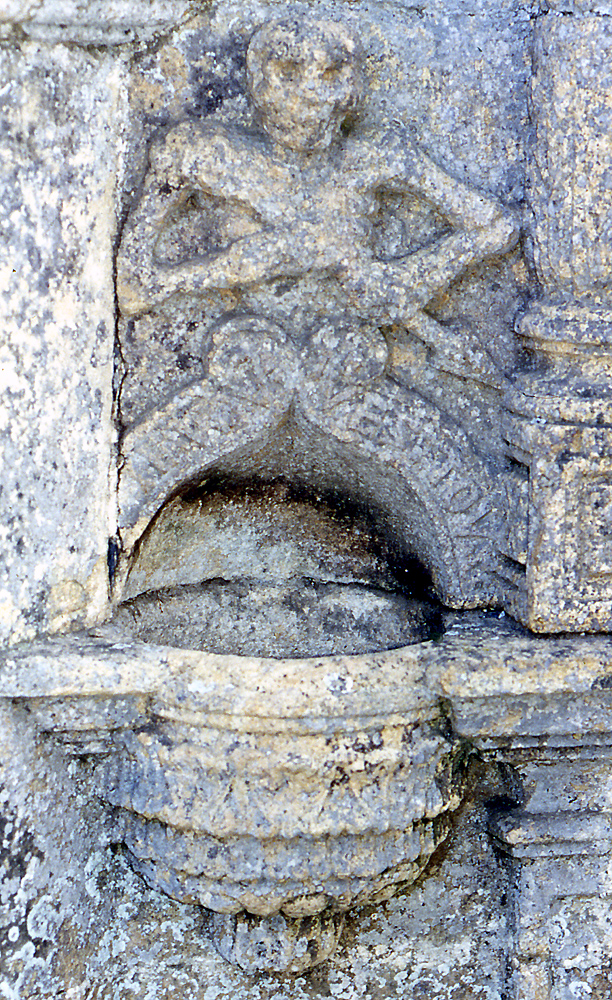
Скульптура Анку в департаменті Фіністер

А́нку (брет. Ankou) — образ смерті у міфології та фольклорі бретонців.
У фольклорі жителів півострова Бретань Анку є провісником смерті. 
Зазвичай на Анку перетворюється людина, яка померла в тому чи іншому поселенні останньою за ліком у році. 
Зазвичай Анку бретонці уявляли у вигляді високого чоловіка з довгим білим волоссям, що тягне з собою поховальний візок, а по обидва боки його супроводжують двоє підручних. Подеколи в людській уяві у бретонських народних казках Анку прибирав образ скелета.

## У літературі
Образ створіння присутній в оповіданні Микити Кілярова "Візок Анку" [Архівовано 28 березня 2019 у Wayback Machine.]. Головний герой вирушає на Бретонський півострів, щоби поховати найкращого друга. Проте перебування в маєтку перетворюється на жах після того, як чоловіку вчувається нестерпне скрипіння. Щовечора попід вікнами проїжджає воз із таємничим кучером.